# Sweet Dreams (Alan Walker e Imanbek)
Sweet Dreams è un singolo del dj anglo-norvegese Alan Walker e del dj kazako Imanbek, pubblicato l'11 giugno 2021. La canzone è ispirata a Scatman (Ski Ba Bop Ba Dop Bop) di Scatman John del 1994. e ha avuto successo in Norvegia e in Svezia.

## Video musicale
Il video è stato pubblicato sul canale YouTube di Alan Walker l'11 giugno 2021; mostra due piloti di auto che corrono in un paesaggio desertico.

## Tracce
Sono altresì presenti vari remix della canzone Sweet Dreams:
1. Sweet Dreams (with Alok)
2. Sweet Dreams (Brooks Remix)
3. Sweet Dreams (Curbi Remix)
4. Sweet Dreams (Mari Ferrari & Rompasso Remix)
5. Sweet Dreams (Albert Vishi)
6. Sweet Dreams (DES3ETT Remix)